# 生長の家総本山

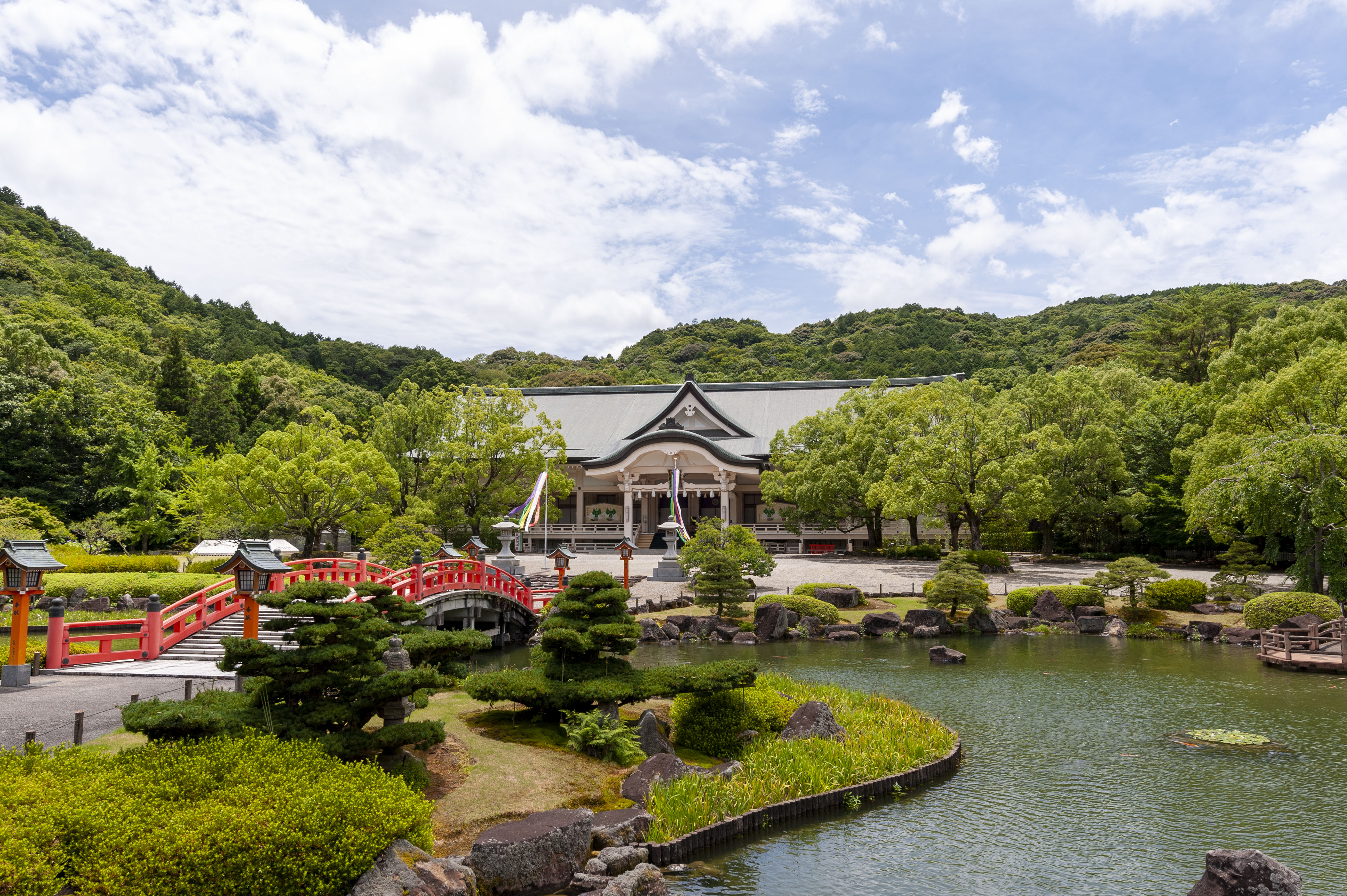
境内の様子

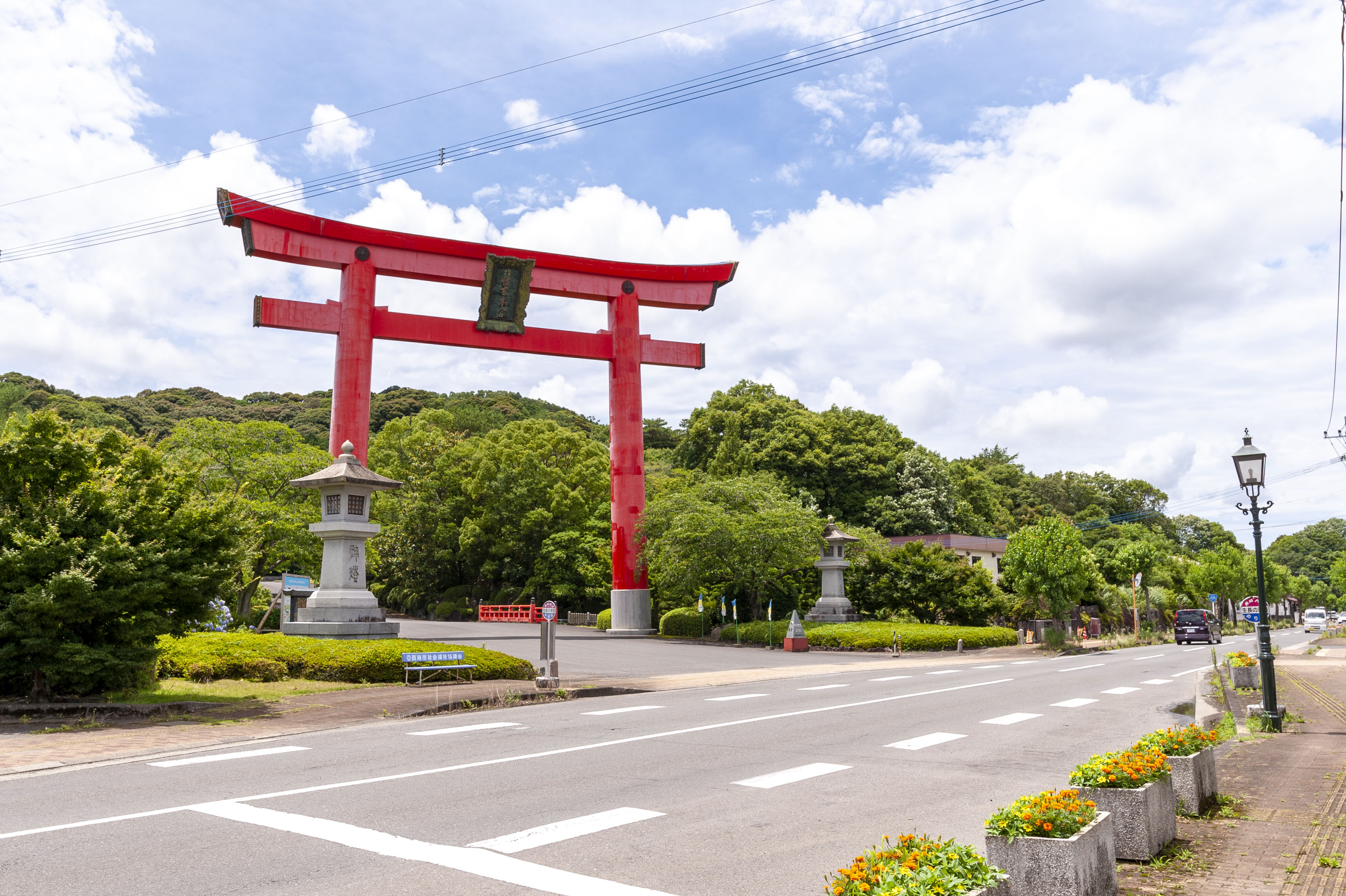
入り口の大鳥居

生長の家総本山（せいちょうのいえそうほんざん）は長崎県西海市にある龍宮住吉本宮（りゅうぐうすみよしほんぐう）を中心とする生長の家の総本山。祭神は住吉大神。

## 概要
1978年に建立され、毎年数万人の参拝者が訪れる。総本山練成道場、温故資料館、生長の家創始者である谷口雅春の家を復元した「藤棚の家」、谷口雅春ならびに妻で白鳩会初代総裁の谷口輝子の墓（「谷口家奥津城」）、「龍宮住吉霊宮」とその周囲を囲む形で作られた、教義の神髄を込め建立されたとされる「七つの燈台」などがある。総面積は約100万坪と言われ、海を望むことができる。また、総本山とは別に京都府宇治市に生長の家宇治別格本山がある。
谷口雅春と谷口輝子が晩年に過ごした地としても知られる。現総務は目等泰夫。過去には谷口雅宣の弟である谷口貴康や、楠本加美野の息子である楠本行孝が総務をしていたこともある。

## 龍宮住吉本宮
龍宮住吉本宮（りゅうぐうすみよしほんぐう）は長崎県の神社。生長の家総本山の中心を構成する。
なお、宗教年鑑によると生長の家は2つの神社（龍宮住吉本宮と宝蔵神社）を包括しているものの、神社として宗教法人格を取得しているわけではない。龍宮住吉本宮を含む生長の家総本山は包括宗教法人としての「宗教法人生長の家」の直轄下にある。（「宗教法人生長の家宇治別格本山」は独自に単位宗教法人格を有しているが、こちらも宝蔵神社自体は宗教法人格を有していない。）
祭神は天之御中主大神・高御産巣日神・神産巣日神・住吉大神である。なお、生長の家の教義では天之御中主大神は一神教的な唯一絶対神であり、生長の家総裁の谷口雅宣は「私たちが信仰する神はこの唯一絶対神だ」と述べている。住吉大神は生長の家初代総裁谷口雅春に神示を下したとされる神である。

### 龍宮住吉分社
龍宮住吉分社は（りゅうぐうすみよしぶんしゃ）は龍宮住吉本宮の分社。生長の家の各地の施設で祭祀されている。
龍宮住吉分社が存在しているのは生長の家宇治別格本山、生長の家岡山県教化部、生長の家宮崎県教化部、生長の家静岡県教化部等がある。

## 主な行事
1月
- 1日　歳旦感謝祭
- 6日　神示祭「梅の花の神示」・「大和の国の神示」
- 11日　神示祭「声字即実相の神示」
- 13日　お成り記念祭
- 15日　神示祭「完成の燈台の神示」
- 25日　神示祭「自然流通の神示」

2月
- 4日　神示祭「自他一体の神示」
- 9日　神示祭「上求菩提・下化衆生の神示」
- 11日　紀元祭（建国記念の日）
- 17日　祈年祭

3月
- 1日　春の記念日奉祝大祭
- 7日　白鳩祭
- 14日　神示祭「いのちのゆにはの神示」
- 15日　神示祭「使命邁進の神示」
- 16日　神示祭「至上者の自覚の神示」
- 20日　春季皇霊殿遙拝式

4月
- 3日　神武天皇陵遙拝式
- 5日　神示祭「万教帰一の神示」
- 10日　神示祭「無相円相一切の神示」
- 24日　谷口輝子聖姉周年祭

5月
- 5日　神示祭「無限供給の神示」「児童教育に関する神示」
- 6日　神示祭「新天新地の神示」
- 21日　お田植祭
- 27日　神示祭「久遠天上理想国実現の神示」
- 30日　神示祭「"心の法則"と"平和への道"の神示」

6月
- 17日　谷口雅春大聖師周年祭
- 26日　神示祭「帰幽の神示」
- 30日　六月晦大祓

7月
- 7日　神示祭「万教包容の神示」

8月
- 5日　神示祭「本当の信仰に就いての神示」
- 12日　神示祭「懺悔の神示」
- 15日　護国の英霊祭

9月
- 2日　神示祭「実相金剛身の神示」
- 5日　神示祭「生死の教」
- 15日　神示祭「霊魂進化の神示」
- 17日　抜穂祭
- 23日　秋季皇霊殿遙拝式
- 27日　神示祭「大調和の神示」
- 28日　神示祭「"最後の審判"に就いての神示」

10月
- 17日　神宮遥拝式
- 20日　地久祭

11月
- 4日　神示祭「生長の家の食事」
- 10日　神示祭「無病常楽の神示」
- 21日　龍宮住吉本宮秋季大祭・龍宮住吉霊宮秋季大祭
- 22日　生長の家秋季大祭・谷口雅春大聖師御誕生日記念、生長の家総裁法燈継承日記念式典
- 23日　新嘗祭
- 25日　神示祭「本来生、不滅の神示」
- 27日　神示祭「終戦後の神示」

12月
- 5日　神示祭「信仰生活の神示」
- 23日　天長祭（天皇誕生日）
- 28日　神示祭「日本の実相顕現の神示」「君民同治の神示」
- 31日　大晦大祓

この他、毎月1日は月初め感謝祭、17日は谷口雅春大聖師命日祭、22日は謝恩祭、24日は谷口輝子聖姉命日祭が開かれる。その他、信者の練成会が行われる。

## 七つの燈台の名称
- 天孫降臨皇御国成就燈
- 伊邪那岐文化成就燈
- 伊邪那美文明成就燈
- 三界万霊悉皆実相開顕成仏燈
- 万物一元万教帰一成就燈
- 地上天国世界連邦成就燈
- 君民一体地上天国成就燈